# Лановий Вадим Борисович
Вадим Борисович Лановий (нар. 28 травня 1965, Жданов) — український живописець, художник декоративно-ужиткового мистецтва; член Національної спілки художників України з 2008 року.

## Біографія
Народився 28 травня 1965 року в місті Жданові (нині Маріуполь, Донецька область, Україна). У 1980-ті роки навчався у художній студії в Маріуполі, 1983 року закінчив Маріупольське професійно-технічне училище № 4. На початку 1990-х років працював оформлювачем у Маріупольскій художній майстерні, потім на творчій роботі.

## Творчість
У реалістичному стилі з елементами декоративності створює пейзажі, натюрморти, тематичні картини, визначаючи цей стиль як фольк-модерн. Серед живописних робіт:
- «Художник» (1993);
- «Фламенко» (1995);
- «Перше побачення» (1998);
- «Осінній мотив» (2000);
- «Коні» (2002);
- «Риби» (2003);
- «Ті, що йдуть» (2004);
- «Життя» (2006);
- «Восьминіг» (2010);
- «Лев» (2011);
- «Квіти на вікні» (2012).

Бере участь в обласних, всеукраїнських мистецьких виставках з 1993 року. Персональна виставка відбулася у Маріуполі у 2010 році.
Окремі полотна художника зберігаються у Маріупольському центрі сучасного мистецтва і культури.